# Schloss Berleburg
Berleburg Slot (tysk: Schloss Berleburg) er et slot i byen Bad Berleburg i delstaten Nordrhein-Westfalen i Tyskland. Slottet tilhører fyrstehuset Sayn-Wittgenstein-Berleburg, og bruges som slotsmuseum, hvor jagtredskaber, uniformer, våben, glas, porcelæn, og dele af fyrstehusets kunstsamling er udstillet.

## Historie
Slottet blev anlagt som borg i 1200-tallet. I 1258 kom borgen i besiddelse af grev Siegfried 1. og Adolf 1. af Grafschaft. I 1332 endte dobbeltherredømmet over Berleburg, da Widekind von Grafschaft overlod sine rettigheder over byen til Siegfried 2. af Wittgenstein. Efter at denne døde som det sidste medlem af slægten Wittgenstein, blev arven tiltrådt af hans svigersøn Salentin von Sayn, der grundlagde fyrsteslægten Sayn-Wittgenstein.
I årene fra 1555 til 1557 blev den to etager høje nordfløj udvidet. I 1585 blev portbygningen tilføjet. Under Grev Casimir af Sayn-Wittgenstein-Berleburg opførtes fra 1731 til 1733 den tre etager høje midterfløj, der blev ombygget igen i 1902. Fra 1732 til 1739 blev slottets Corps de logis opført efter tegninger af arkitekten Julius Ludwig Rothweil. I forbindelse med en ombygning i 1912 tilføjede arkitekten Friedrich von Thiersch de to flankerende tårne og ændrede trappehuset.
Slottet var ejet af Prins Richard zu Sayn-Wittgenstein-Berleburg indtil hans død i 2017. Efter en strid om arven, der fandt sted ved to domstole, har hans søn Prins Gustav zu Sayn-Wittgenstein-Berleburg været ejer af slottet og andre ejendomme siden den 30. oktober 2020.